# 熊谷直盛
熊谷直盛（日语：くまがい なおもり；？—1600年10月24日），安土桃山時代的武將、大名。豐後國安岐城城主。

## 生平
熊谷直盛原本是關白豐臣秀次的家臣，在秀次被整肅後直接侍奉豐臣秀吉，在豐後國獲得安岐城1萬8千石的領地。
在萬曆朝鮮之役中，熊谷直盛數度被豐臣秀吉派為使者前往朝鮮，在文祿二年（1593年）向秀吉回報朝鮮日軍欠缺糧食之事，並傳達與明朝展開和談的軍令給淺野長政等人。
慶長2年（1597年）熊谷直盛再度前往朝鮮，作為軍監轉戰全羅道・忠清道。慶長3年（1598年）秀吉過世後隨軍撤回日本，但在朝鮮期間，熊谷直盛、福原長堯與加藤清正、黑田長政有過爭執，在回國後於慶長4年（1599年）時也上告到五大老處進行仲裁，使熊谷直盛失去安岐城的領地。
慶長5年（1600年）的關原之戰中，熊谷直盛因為跟石田三成有姻親關係，所以支持西軍一方，派遣叔父熊谷外記回歸舊領安岐城擔任城代，熊谷直盛本人則負責勢田橋的警護後，又跟兒子勝兵衛一起進入大垣城籠城，但因為同屬城將的相良賴房、秋月種長跟高橋元種投向東軍，熊谷直盛跟垣見一直、木村由信・木村豐統父子遭到謀殺。